# ヘンド・ザザ
ヘンド・ザザ (アラビア語: هند ظاظا; 2009年6月1日 - )は、シリアの卓球選手。アル・ムハファザ卓球クラブ所属。

## 略歴
- 2009年にシリアのハマーで生まれる[3]。
- 2014年から卓球を始めた[4]。
- 2016年、兄と共にカタールで開催された国際卓球連盟(ITTF)のイベント「Hopes Week and Challenge」に参加[3]
  - その後、ダマスカスでプレーし、ジュニア選手権のタイトルを獲得[3]。
- 2020年にヨルダンで開催された2020年東京オリンピック西アジアオリンピック卓球予選を通じて、2021年に開催された2020年東京オリンピックの卓球競技に出場する資格を獲得した[5][6][7][8]。
  - 12歳1ヶ月23日で、夏季オリンピックの卓球では最年少出場者となり、近代オリンピックに出場する5番目に若い人となる。2020年の大会で最年少競技者となる、そして1968年グルノーブルオリンピックに出場したルーマニアのフィギュアスケート選手ベアトリス・ハシュティウ以来、オリンピック最年少競技者となった[3][1][6]。
  - 予選を通じてオリンピック卓球に出場した最初のシリア人である。一部の情報筋は、オリンピックで卓球に出場した最初のシリア人であると誤って報告している[要出典]が、ヘバ・アレージが三者委員会に招待されて2016年リオデジャネイロオリンピックの卓球競技に出場しているため[9][5]、オリンピック卓球出場自体がシリア人初ではない。2020年東京オリンピックの開会式でシリアの旗手を務めた[10]。